# 東興口岸
東興口岸（とうこう こうがん）は中華人民共和国広西チワン族自治区東興市とベトナムモンカイの間に位置する出入国検査場。
1994年に対外開放された中越国境であり、中越友誼大橋により両国が連絡されている。また国境には清仏越南条約により確定された両国国境を示す大清国五号界碑が現存している。